# Something wicked this way comes
Something wicked this way comes (vertaling: Iets slechts,verdorvens komt deze kant op) is het vijfde studioalbum van The Enid. De titel is genomen uit een dichtregel van William Shakespeare: "By the pricking of my thumbs, Something wicked this way comes". Het album had een lange aanloop.

## Geschiedenis
Na de uitgave van Six pieces ging het platenlabel Pye Records failliet. Daarbij kwam dat The Enid een slechte verhouding had met EMI, die hun eerste twee albums had uitgegeven. De gehele catalogus van The Enid verdween daarmee van de planken. Bovendien was Engeland in de band van de punk en de pompeuze muziek van The Enid werd niet meer voor vol aangezien. Eind 1980 viel het doek, maar de band sudderde nog een beetje door, zonder overigens optredens te (kunnen) verzorgen. In 1982 begon voor de leider Robert John Godfrey ook de persoonlijke ellende, psychosomatische problemen kwelden hem, hartritmestoornissen en depressies werden zijn deel. De uiteindelijke diagnose na maandenlange ziekenhuisonderzoeken wierp volgens Godfrey een ander licht op zijn klachten. Hij was dolende in zijn eigen wereld in het algemeen en in de muziekwereld in het bijzonder. Er was maar één remedie, weer aan de slag gaan. De geluidsstudio The Lodge in Suffolk, die Godfrey en Stewart hadden opgezet werd gesloten om zelf een nieuw album op te nemen.
Het thema van het nieuwe album is terug te voeren als tijdsbeeld van de beginjaren ‘80, de dreiging van een kernoorlog en de gevolgen daarvan. Tevens waren daar de (sociale) onzekerheden die in het thuisland van de band ontstonden in het tijdperk van Margaret Thatcher. De muziek van Something wicked this way comes wijkt dan ook sterk af ten opzichte van de eerdere vier albums. De volle orkestraties zijn grotendeels verdwenen, het is “kaal” klinkende muziek. 
Godfrey en Stewart waren niet alleen hun geloof in de wereld kwijt, maar ook in de muziekwereld en de platenindustrie. Zijn gaven hun volgende albums alleen nog maar uit via hun eigen label. Mond-tot-mondreclame en postorder moesten de verkoop verzorgen, internet was er nog niet. Er succesvol was het album dan ook niet, alhoewel de vaste en hechte fanclub The Stand er alles aan deed om de band te promoten.
De compact disc-versie werd voorzien van drie extra tracks, meest vanwege het feit dat materiaal van The Enid moeilijk te verkrijgen was. 

## Musici
- Robert John Godfrey – toetsinstrumenten
- Stephen Stewart – gitaar, basgitaar
- Chris North – slagwerk

Met
- Francis Lickerish – gitaar en basgitaar op The dreamer
- Robbie Dobson – slagwerk op The dreamer

## Muziek
| Nr. | Titel                                                     | Duur |
| --- | --------------------------------------------------------- | ---- |
| 1.  | Raindown (Godfrey, Stewart, North)                        |      |
| 2.  | Jessica (Godfrey, Stewart, Martin Russell)                |      |
| 3.  | And then there were none (Godfrey, Stewart, North)        |      |
| 4.  | Evensong (Godfrey)                                        |      |
| 5.  | Bright star (Godfrey)                                     |      |
| 6.  | Letter from America (Godfrey, Stewart, North)             |      |
| 7.  | Song for Europe (Godfrey, Stewart)                        |      |
| 8.  | Something wicked this way comes (Godfrey, Stewart, North) |      |
| 9.  | The sun (Gdofrey)                                         |      |
| 10. | Judgement (Godfrey, Stewart, Lickerish)                   |      |
| 11. | The dreamer (Godfrey, Stewart, Lickerish, Tollet)         |      |